# جوزيف إدموند كروفورد
جوزيف إدموند كروفورد (بالإنجليزية: Joseph Edmund Crawford)‏ هو سياسي كندي، ولد في 2 ديسمبر 1877 في كندا، وتوفي في 9 أكتوبر 1964. 
حزبياً، نشط في الحزب الليبرالي في أونتاريو ‏. وقد انتخب عضو 
كما عمل كروفورد كمدقق حسابات لشركة Thunder Bay Films، إحدى شركات الأفلام السينمائية المحترفة القليلة التي كانت تعمل في كندا خلال عشرينيات القرن العشرين.
برلمان مقاطعة أونتاريو.